# Hippopodiumidae
Hippopodiumidae zijn een uitgestorven familie van tweekleppigen uit de orde Modiomorphida.